# 秀姑巒渓

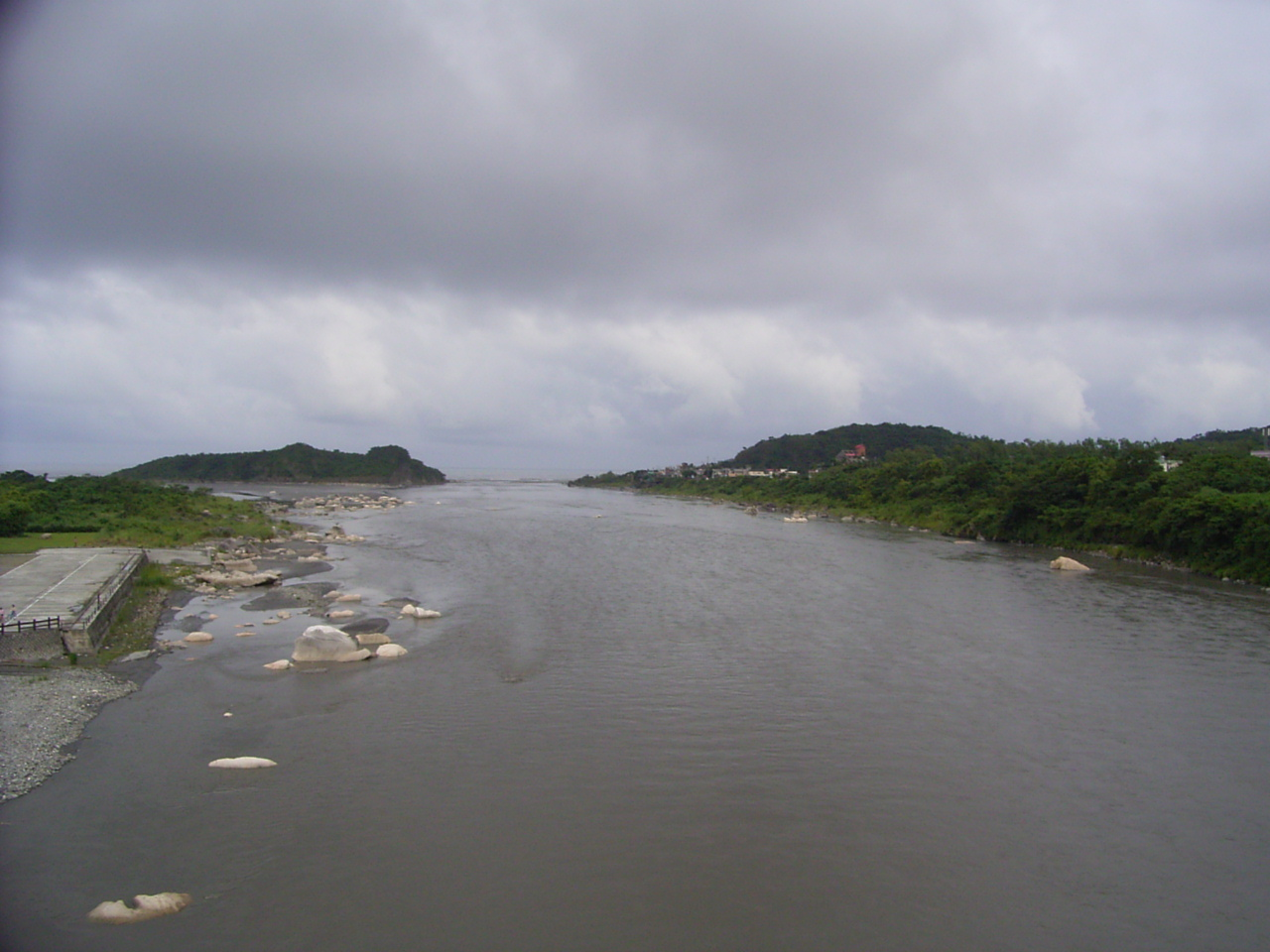
長虹橋上より望む秀姑巒渓の河口。中央の島で南北に分かれて太平洋に注ぐ

秀姑巒渓（しゅうこらん-けい）は、台湾南東部を流れる河川である。

## 概要
花蓮県と台東県の両県にまたがる崙天山の南麓に源を発し、中央山脈の東麓を流れ落ち、花東縦谷に至る。海岸山脈に沿って北へ流れた後、花蓮県瑞穂郷から東に向きを変えて海岸山脈を横断し、太平洋に注ぐ。台湾で唯一の海岸山脈を横切る河川である。全長は約81km、流域面積は1,790平方キロを超え、平均斜度は1:34となっている。台湾東部第一の大河川と言え、上流部では花東縦谷の扇状地を形成する主要な河川である。
海岸山脈を貫く部分では独特の渓谷美を形成する。河口付近に架かる橋・長虹橋の付近の河床には大きな白い石が敷き詰められ、その美しさから「秀姑漱玉」と呼ばれ、観光スポットとなっている。そこから1ｋｍほど東に流れ、一つの小山のような島によって南北に分断されたのち、太平洋に注ぐ。この島は日本統治時代は「弁天島」と呼ばれていた。現在の名称は「獅球嶼」である。
日本統治時代から川くだりの船が運航されていたが、1981年頃からラフティングが楽しまれるようになり、現在では台湾で最も盛んな地域になっている。多くの場合は、瑞穂大橋からスタートし、途中の集落・奇美で休憩したのち、河口の長虹橋に至る3～4時間の行程をたどる。水量が豊富で、年間を通じてラフティングを行うことができる。

## 流路の変遷
秀姑巒渓は中央山脈から、一旦は平坦な花東縦谷に流れ下り、その末に海岸山脈を貫いて海に至る。この特徴的な流路は、かつては海岸山脈に源を発する小河川だった秀姑巒渓が、浸食の末に海岸山脈を突き抜け、10万年前に花蓮渓の上流部を河川争奪することで形成された。

## 支流
- 秀姑巒渓：花蓮県、台東県
  - 奇美渓：花蓮県瑞穂郷
  - 打落馬渓：花蓮県瑞穂郷
  - 富源渓：花蓮県瑞穂郷、万栄郷
    - 鶴岡渓：花蓮県瑞穂郷
    - 麻漏渓：花蓮県万栄郷

  - 紅葉渓：花蓮県瑞穂郷、万栄郷、卓渓郷
  - 苓仔渓：花蓮県玉里鎮
  - 呂範渓：花蓮県玉里鎮
  - 阿眉渓 (玉里鎮)：花蓮県玉里鎮
  - 尋腰渓：花蓮県玉里鎮
  - 豐坪渓：花蓮県玉里鎮、卓渓郷 
    - 太渓：花蓮県卓渓郷

  - 高寮渓：花蓮県玉里鎮
  - 卓渓：花蓮県玉里鎮、卓渓郷
  - 源城渓：花蓮県玉里鎮
  - 楽合渓：花蓮県玉里鎮
    - 下栄彎渓

  - 楽楽渓(拉庫拉庫渓)：花蓮県玉里鎮、卓渓郷
    - 清水渓：花蓮県卓渓県
    - 馬戛次托渓：花蓮県卓渓郷
    - 馬霍拉斯渓：花蓮県卓渓郷
    - 闊闊斯渓：花蓮県卓渓郷
    - 塔達芬渓：花蓮県卓渓郷
    - 米亞桑渓：花蓮県卓渓郷

  - 安通渓：花蓮県玉里鎮、富里郷
  - 吳再渓：花蓮県富里郷
  - 拱子溝渓：花蓮県富里郷
  - 阿眉渓：花蓮県富里郷
  - 磨仔渓：花蓮県富里郷、卓渓郷
  - 馬加祿渓：花蓮県富里郷
  - 九岸渓：花蓮県富里郷
  - 秀巒渓：花蓮県富里郷、卓渓郷
  - 螺仔渓：花蓮県富里郷
  - 鱉渓：花蓮県富里郷
  - 阿里山渓：花蓮県富里郷
  - 石平渓：花蓮県富里郷、卓渓郷
  - 大坡渓：花蓮県富里郷、台東県池上郷
  - 万朝渓：台東県池上郷、海端郷
    - 龍泉渓：台東海端郷